# LS I&D
LS I&D 주식회사는 LS그룹 계열의 비주거용 건물 임대업이다.

## 역사 및 현황
2013년 12월 31일 LS전선의 부동산개발사업부문과 해외투자사업부문을 인적 분할하여 설립되었다. 2015년 4월에는 K-OTC 시장에 등록되었으며, 2016년 12월에는 본사를 경기도 안양시 동안구 엘에스로 91번길 16-39 안양IT밸리 1004호로 이전하였다.

### 내용주
1. ↑  2015년 4월 등록